# راسته‌کنار شیجان
راسته‌کنار شِیجان، روستایی است از توابع بخش مرکزی شهرستان خمام در استان گیلان ایران و یکی از محله‌های منطقهٔ شیجان است.
شیجان یکی از منطقه‌های بزرگ خمام است. منطقهٔ شیجان از چندین محله تشکیل شده است که شامل: شیجان، راسته‌کنار شیجان، خیرآباد شیجان، میان‌محله شیجان، فومن‌محله شیجان، توکسر شیجان و دهنه‌سر شیجان می‌شود. محدودهٔ شیجان از زمین فوتبال علی بحری شروع می‌شود و تا تالاب انزلی و روستای طالب‌آباد ادامه می‌یابد. مردم شیجان گیلک هستند و به زبان گیلکی سخن می‌گویند. 
شیجان از مناطق پراهمیت شهرستان خمام است و خمام از طریق شیجان به تالاب انزلی و دریای کاسپین دسترسی پیدا می‌کند و راه‌آهن کاسپین نیز در خمام از منطقه شیجان گذر می‌کند. رود بزرگ و پرآب شیجان‌رود هم از منطقهٔ شیجان عبور می‌کند. در قدیم بر بستر شیجان‌رود اسکله‌ای قرار داشت که انواع کشتی‌های باری، مسافربری و قایق‌ها در آن پهلو می‌گرفتند. شیجان لقب روستای بدون بیکار را دارد.

از جاذبه‌های منطقهٔ شیجان می‌توان به آلاچیق درختی دهنه‌سر شیجان، تالاب شیجان که به تالاب انزلی راه دارد، شالیزارها، و رودهای فراوان که در این منطقه جاری هستند اشاره کرد. در محلهٔ دهنه‌سر شیجان اسکله‌ای کوچک وجود دارد که قایق‌ها به وسیله آن به تالاب راه پیدا می‌کنند. در شیجان چندین بوم‌گردی، غذاخوری و رستوران و مراکز فروش صنایع‌دستی وجود دارد که به جذب گردشگر به این روستا کمک می‌کنند. برنج خطهٔ شیجان بسیار مشهور است و یکی از محصولات اصلی منطقه شیجان است که از مرغوبیت بالایی نیز برخوردار است. صنایع‌دستی نیز در شیجان رونق خاصی دارد و از آن‌جا که یک گیاه مردابی که در زبان گیلکی «لی» نام دارد و ماده اولیه حصیربافی است در این روستا فراوان می‌روید، از گذشته تاکنون حصیربافی در شیجان رایج بوده و قدمت و پیشینه زیادی دارد. «سوف» هم یکی دیگر از گیاهانی است که به‌وسیله آن زیراندازهای سنتی گیلانی را در شیجان می‌بافند.
از سوغاتی‌های شیجان می‌توان به برنج، صنایع‌دستی مثل حصیر و زیرانداز، نان‌ها و شیرینی‌های محلی مانند کشتا، گندمین و کویی کاکا اشاره کرد.

## جمعیت
این روستا در دهستان چاپارخانه قرار دارد و براساس سرشماری مرکز آمار ایران در سال ۱۳۸۵، جمعیت آن ۱۰۷۶ نفر (۳۰۹خانوار) بوده‌است.